# Památník Antonína Dvořáka (Sychrov)
Památník Antonína Dvořáka je životopisné muzeum zřízené na památku návštěv českého skladatele Antonína Dvořáka (1841–1904) na zámku Sychrov nedaleko Liberce. 

## Expozice

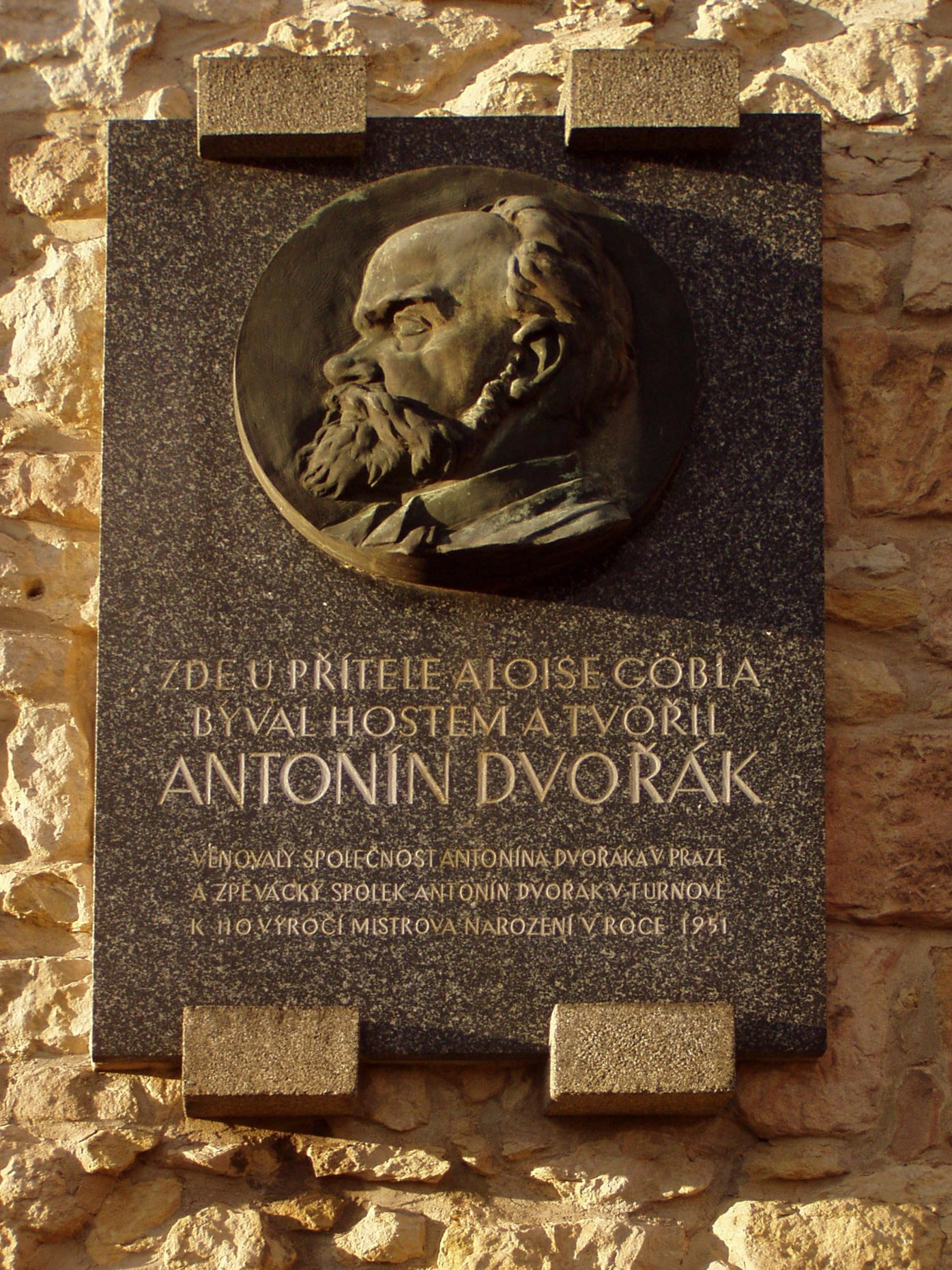
Dvořákova pamětní deska

Muzeum se věnuje skladatelově pobytu na zámku a jeho přátelství s Aloisem Göblem. Kolekce je uspořádána v několika místnostech a využívá moderní technologie a osvětlení. 
Göbl byl tajemníkem knížete Kamila z Rohanu. Jako talentovaný amatérský hudebník a baryton se  seznámil s Antonínem Dvořákem  v době zimních pobytů  knížecí rodiny v Praze.
Dvořák Sychrov často  navštěvoval. Napsal zde některé části   opery Dimitrij, svůj Houslový koncert a moll a řadu sakrálních děl . Göbl  zpíval  barytonové party v několika Dvořákových dílech, které zde měly premiéru Ave Maria, Hymnus k Nejsvětější trojici, Ave maris stella a O sanctissima.. Göbl byl kmotrem většiny Dvořákových dětí a Dvořák jednu ze svých dcer nechal na Göblovu počest pokřtít jménem Aloisie.

## Historie Sychrova
Zámek byl původně postaven v barokním stylu. Za prvního majitele, knížete Karla Alaina Gabriela Rohana, se uskutečnila velkolepá empírová přestavba (dokončena v roce 1834).  Za  knížete Kamila Josefa Idesbalda Filipa Rohana byl zámek v letech 1847 - 1862 přestavěn  v nomantickém novogotickém stylu.  
Po druhé světové válce se zámek stal majetkem Československa a byl zpřístupněn veřejnosti v roce 1950. Po pádu komunismu proběhly v první polovině 90. let rozsáhlé restaurátorské práce. 